# San José de Río Tinto
San José de Río Tinto är en ort i Honduras.   Den ligger i departementet Departamento de Olancho, i den centrala delen av landet, 190 km nordost om huvudstaden Tegucigalpa. San José de Río Tinto ligger 453 meter över havet och antalet invånare är 1 071.
Terrängen runt San José de Río Tinto är varierad. Runt San José de Río Tinto är det mycket glesbefolkat, med 7 invånare per kvadratkilometer.